# Šušnjari (gmina Laktaši)
Šušnjari (cyr. Шушњари) – wieś w Bośni i Hercegowinie, w Republice Serbskiej, w gminie Laktaši. W 2013 roku liczyła 713 mieszkańców.